# 深谷ねぎカレーやきそば

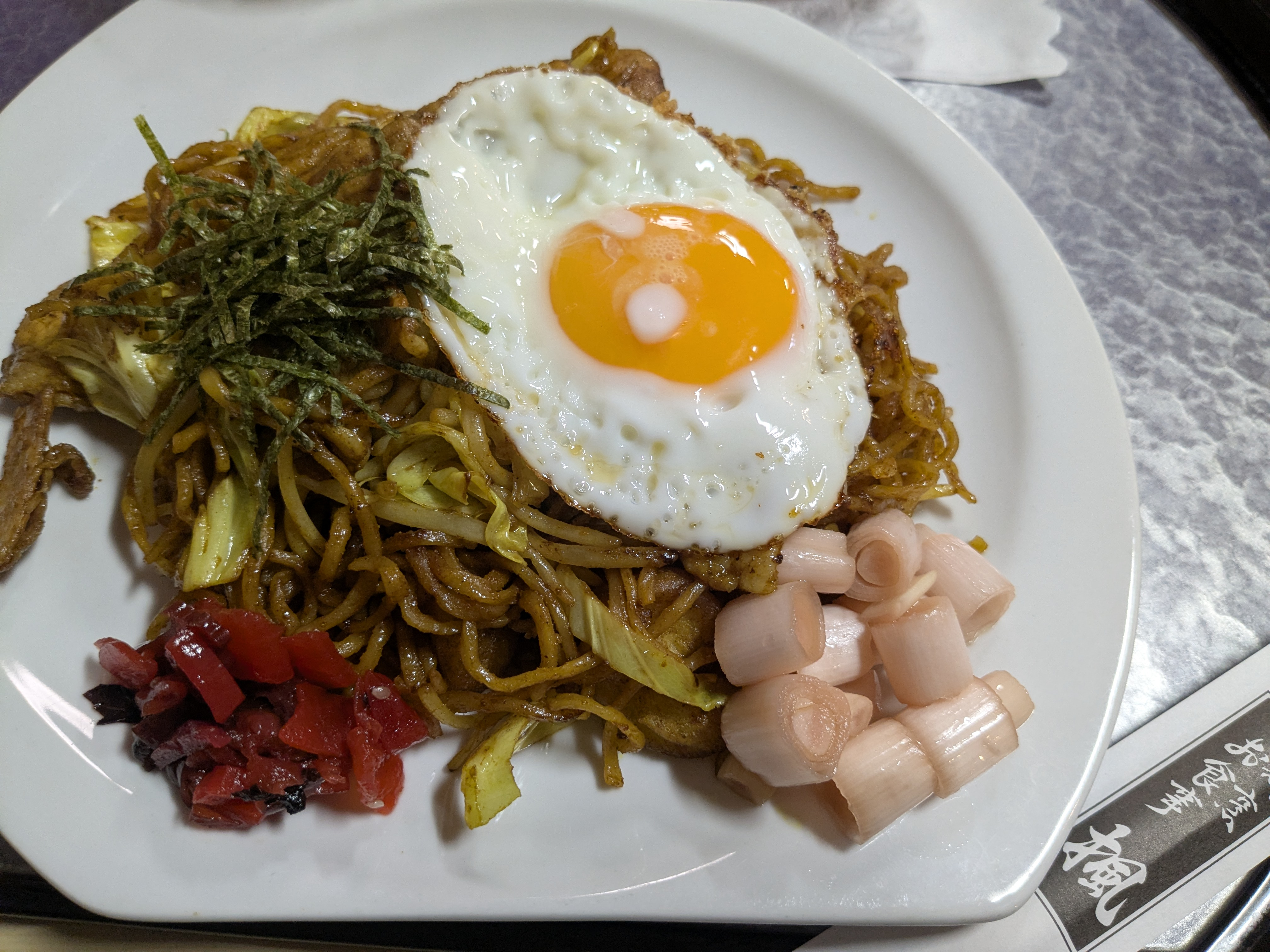
割烹楓による深谷ねぎカレーやきそば

深谷ねぎカレーやきそば（ふかやねぎカレーやきそば）は、埼玉県深谷市の新ご当地グルメ。深谷ネギを用いたカレー味の焼きそばである。

## 概要
以下の3点を満たす料理である。
- 焼きそばであること。
- カレー味であること。
- 深谷ネギを使用すること。

味付けや盛り付け方などには規定はないため、提供する各店舗で様々なアレンジがされている。

## 誕生の経緯
2015年ごろ、関越自動車道花園インターチェンジ近くにアウトレットモール（後のふかや花園プレミアム・アウトレット）を開業する計画が発表され、これに合わせた地域活性化のため、2016年に「新ご当地グルメコンテスト」が開催された。富士宮焼きそばなどの他地域のご当地グルメを研究し、「焼きそばであること」、「カレー味であること」、「深谷産の野菜を使用すること」の3つを要件にし、深谷市内の30店近くから応募があった中で、割烹 楓（かっぽう かえで）が考案した深谷ねぎカレー焼きそばがグランプリを獲得した。
割烹楓で提供されてる深谷ねぎカレーやきそばには、目玉焼きがトッピングされ、福神漬けが添えられているなど、外観は横手焼きそばにも似るが、「ラッキョウ漬けの深谷ネギ版」とでもいうものが添えられているのが最大の特徴である。麺は太めの縮れ麺を使用し、キャベツ、モヤシ、ジャガイモ、豚肉が入る。カレーはオリジナルブレンドのカレー粉が使用されている。

## 深谷ねぎカレー焼きそばの例
以下に、深谷市内で提供される深谷ねぎカレーやきそばを例示する。
カフェ花見
オムレツ風のカレー焼きそば。焼きそばは、ふわとろの卵焼きで覆われており、卵焼きには青のり、カツオブシがトッピングされ、深谷ネギの旬の時期である12月から翌年3月の間には深谷ネギもトッピングされる。
大八（居酒屋）
鯨肉を使用したカレー焼きそば。深谷ネギのラッキョウ酢漬けが添えられる。
パンチャ・ピエーナ（イタリア家庭料理店）
イタリア風カレー焼きそば。乾麺パスタにカレーのルーをまぶし、深谷ネギ、モヤシ、刻んだフランクフルトソーセージが加わり、隠し味に地酒が使用されている。
上記以外にもスープカレーやきそば、あんかけカレーとして提供する店もある。